# 비키 로사다
마리아 빅토리아 “비키” 로사다 고메스(스페인어: María Victoria “Vicky” Losada Gómez, 1991년 3월 5일 ~ )는 스페인의 여자 축구 선수이다. 포지션은 미드필더이며, 현재 프리메라 디비시온 페메니나의 FC 바르셀로나 페메니의 주장을 맡고 있다.

## 클럽 경력
2006년에 바르셀로나에 입단했으며 2007-08 시즌에서는 에스파뇰로 이적했다. 2008년에 바르셀로나로 복귀한 이후에 팀의 리그 4회 우승, 컵 대회 3회 우승에 기여했다.
2014년에는 미국 내셔널 위민스 사커 리그 소속 클럽인 웨스턴 뉴욕 플래시로 이적했지만 2014 내셔널 위민스 사커 리그 시즌이 종료되기 이전에 바르셀로나로 복귀하게 된다. 2015년 1월 22일에는 잉글랜드 FA 여자 슈퍼리그 소속 클럽인 아스널로 이적했지만 2016년에 바르셀로나로 복귀하게 된다.

## 국가대표 경력
2008년부터 2010년까지 스페인 여자 U-19 축구 국가대표팀 선수로 뛰었으며 2010년에는 스페인 여자 축구 국가대표팀 선수로 데뷔했다. 스웨덴에서 개최된 UEFA 여자 유로 2013, 캐나다에서 개최된 2015년 FIFA 여자 월드컵, 네덜란드에서 개최된 UEFA 여자 유로 2017에 참가했다. 특히 코스타리카와의 2015년 FIFA 여자 월드컵 조별 예선 경기에서는 스페인의 FIFA 여자 월드컵 첫 골을 기록했다.

## 수상
바르셀로나
- 프리메라 디비시온 페메니나 4회 우승 (2011-12, 2012-13, 2013-14, 2014-15)
- 코파 데 라 레이나 데 풋볼 4회 우승 (2010-11, 2012-13, 2013-14, 2016-17)

아스널
- FA 여자컵 1회 우승 (2015-16)
- FA WSL컵 1회 우승 (2014-15)